# Trois couleurs: Bleu
Trois Couleurs: Bleu (llamada Tres Colores: Azul en España y México, y Bleu en Argentina) es una película de drama romántico psicológico artística helvética-polaca-francesa escrita, producida y dirigida por el director polaco Krzysztof Kieślowski. Trois Couleurs: Bleu es la primera película de la trilogía Tres Colores, centrada en los ideales revolucionarios franceses; y es sucedida por los otros dos capítulos Trois Couleurs: Blanc y Trois Couleurs: Rouge.

## Actores
- Juliette Binoche: Julie Vignon-de Courcy
- Benoît Régent: Olivier Benoit
- Charlotte Very: Lucille
- Emmanuelle Riva: Madame Vignon (madre de Julie)
- Florence Pernel: Sandrine

## Premios
Festival Internacional de Cine de Venecia
| Categoría        | Premiado           | Resultado |
| ---------------- | ------------------ | --------- |
| León de Oro      | Tres Colores: Azul | Ganadora  |
| Copa Volpi       | Juliette Binoche   | Ganadora  |
| Mejor fotografía | Sławomir Idziak    | Ganador   |

19.ª edición de los Premios César
| Categoría     | Candidato                              | Resultado |
| ------------- | -------------------------------------- | --------- |
| Mejor actriz  | Juliette Binoche                       | Ganadora  |
| Mejor sonido  | William Flageollet Jean-Calude Laureux | Ganadores |
| Mejor montaje | Jacques Witta                          | Ganador   |

VIII edición de los Premios Goya
| Categoría              | Candidato          | Resultado |
| ---------------------- | ------------------ | --------- |
| Mejor película europea | Tres Colores: Azul | Ganadora  |

Medallas del Círculo de Escritores Cinematográficos de 1993
| Categoría                 | Candidato          | Resultado |
| ------------------------- | ------------------ | --------- |
| Mejor película extranjera | Tres Colores: Azul | Ganadora  |

## Sinopsis
Trois Couleurs: Bleu es un complejo estudio psicológico sobre la libertad (representada por el color azul). La acción se sitúa en París, donde Julie, esposa del célebre compositor Patrice de Courcy, sobrevive a un accidente automovilístico, en el que pierde a su marido y a su pequeña hija, Anna. Durante la convalecencia, intenta suicidarse, sin éxito. Cuando sale del hospital, Julie decide aislarse totalmente del mundo exterior y de los recuerdos de su antigua vida en compañía de su familia: vende su casa, su ropa y todas sus cosas, se distancia de sus amistades, retoma su apellido de soltera (Vignon), se autorrecluye en un diminuto apartamento en la ciudad sin decirlo a nadie y destruye las notas del último encargo a su marido, una pieza clásica inacabada que iba a ser tocada para la celebración de la creación de la Unión Europea.
A pesar de sus deseos autodestructivos, París empuja a Julie a afrontar aspectos del pasado que afloran a la luz y le impiden seguir adelante. Se enamora de Olivier Benoît, el ayudante de su marido (el cual siempre la había amado en secreto) y descubre que Patrice tenía una amante, llamada Sandrine, que está esperando un hijo suyo.

## Análisis
Visualmente, el director usa muchas técnicas para mostrar el sentido de pérdida de Julie y su conflicto interno. Cuando Julie mira por televisión el funeral desde la cama del hospital, la sombra de su dedo acaricia el pequeño ataúd impreso en la pantalla. Una vez fuera ya del hospital, empieza a nadar sola en una piscina oscura y cada vez el dolor la abruma más y más, pero no deja de nadar, poniéndose al límite de sus fuerzas, intentando olvidar su tristeza. La clave para entender el argumento reside en el significado que Kieślowski da al color azul. Según sus palabras, en la época actual ya no simboliza la libertad en un sentido político o social, sino la libertad de vivir la vida en sí misma.
Como las otras dos películas de la trilogía, Trois Couleurs: Bleu hace continuas alusiones al color de su título. No se limita al uso de filtros y luces azules, además, algunos objetos más o menos relevantes en la historia son azules. La luz azul simboliza el pasado de Julie, es omnipresente en algunos pasajes de la película y acompaña los compases de la sinfonía que articula gran parte de la historia; en contrapunto, algunos fundidos en blanco de la película se asocian a momentos de felicidad de Julie. Algunos fragmentos incluyen diversas referencias a los otros colores de la trilogía. En una escena, niños con bañadores blancos y flotadores rojos saltan a una piscina azul; en otra, Julie entra accidentalmente en los juzgados en los que Karol Karol, el protagonista de Blanc, aboga por su inocencia. El rojo, por su parte, se ve retratado en una escena que transcurre en el barrio rojo de París, cerca del Pigalle.
Marjorie Baumgarten del Austin Chronicle dijo: "Bleu es una película que atrapa la mente, desafía los sentidos, implora una resolución, y cuenta, con gracia estética y elegancia formal, una buena historia y una alegoría política". Michael Hoshall del Boulder Daily Camera dijo: "Juliette Binoche está luminosa en la representación de una mujer que se da cuenta de su valía como compositora y como ser humano".